# 아주대학교 도구박물관
아주대학교 도구박물관(亞洲大學校 道具博物館, Ajou Univeristy Museum of Tools)는 경기도 수원시에 위치한 전문 박물관이다. 아주대학교에서 운영하며, 선사시대부터 사용된 도구에 대해 상설 전시가 이루어지고 있다. 1993년, 아주대학교 박물관으로 설립된 이후, 2013년 아주대학교 도구박물관으로 개칭하고, 현재에 이르고 있다.

## 전시 안내
아주대학교 도구박물관은 아주역사전시실과, 도구박물관 등 2개의 상설 전시관을 마련하고 있다. 아주대학교의 역사를 홍보하고, 설명하는 장이 되고 있으며, 인간의 도구의 역사에 대해 간략하게 살펴볼 수 있다.

## 이용 안내
- 관람 시간 : 10:00 ~ 17:00 (토요일, 공휴일 및 4월 12일 휴관)
- 관람료 : 무료
- 아주대학교 캠퍼스 내 위치